# Bethany Firth
Bethany Charlotte Firth (Seaforde, 14 de febrero de 1996) es una nadadora de Irlanda del Norte que compite por Gran Bretaña a partir de 2014. Anteriormente había competido por Irlanda. Fue medallista de oro paralímpica en cuatro ocasiones. Ganó el oro en su especialidad, los 100 metros de estilo de espalda, para Irlanda en los Juegos Paralímpicos de Verano de 2012 y para Gran Bretaña en los Juegos Paralímpicos de Verano de 2016; también en los 200 metros de estilos y 200 metros de estilo libre para Gran Gran Bretaña en los Juegos de 2016, donde fue la paralímpica con más éxito de la nación con tres oros y una medalla de plata. Compite en la clase S14 para atletas con discapacidad intelectual.

## Vida personal
Bethany Charlotte Firth nació el 14 de febrero de 1996 en Seaforde, Condado de Down, Irlanda del Norte. Su padre Peter es un maestro y exministro de la iglesia, y su madre Lindsey es una enfermera especializada. Es cristiana y miembro de la Christian Fellowship Church. Firth fue educada en la Escuela Longstone en Dundonald. 
Firth tiene una dificultad de aprendizaje que causa pérdida de memoria a corto plazo. Por lo tanto, compite en la clase S14 . 

## Carrera de natación
El 31 de agosto de 2012, Firth ganó, compitiendo por Irlanda en sus primeros Juegos Paralímpicos, una medalla de oro en los Juegos Paralímpicos de 2012 en Londres en la final de 100 metros de estilo espalda de la clase S14. Firth, con dificultades de aprendizaje, había estado nadando durante solo tres años. 
Firth ganó tres medallas de plata en el Campeonato Mundial de Natación IPC 2013.
Más adelante, en el mismo año, anunció su intención de cambiar de equipo nacional y nadar por el Equipo GB, en lugar de Irlanda, después de un período fuera de la competición, ya que el "Equipo GB tiene otros nadadores de clase S14 que tienen discapacidades de aprendizaje con quienes se puede relacionar." Al año siguiente representó a Irlanda del Norte en los Juegos de la Commonwealth de 2014, compitiendo en siete eventos contra atletas sin discapacidad.
En marzo de 2015, Firth superó el récord mundial de los 100 m estilo braza de la clase S14 al clasificarse para el Campeonato Mundial IPC de ese año. Firth no pudo competir en el Campeonato Mundial después de sufrir una fractura en la muñeca durante el entrenamiento justo unos días antes de la competición.
El 26 de abril de 2016, Firth estableció en las pruebas clasificatorias para los Juegos Paralímpicos de Verano de 2016 en Río, estableció un nuevo récord mundial en los 200 metros de estilo libre de la clase S14. Además, cuando compitió en el Encuentro Para-Internacional Británico en Glasgow registró un tiempo de 2:03.70.  
El 8 de septiembre de 2016, Firth defendió el título que había ganado en 2012 en los 100 m de estilo espalda de la clase S14 en los Juegos Paralímpicos de Verano 2016 en Río de Janeiro. Lo hizo ganando en un tiempo récord mundial de 1: 04.05 cuando competía para el Equipo GB.
Firth fue nombrada miembro de la Orden del Imperio Británico (MBE) en los Honores de Año Nuevo 2017 por su servicio a la natación.